# I'm No Angel

I'm No Angel est le quatrième album studio de Gregg Allman sur le label Epic. Produit par Rodney Mills, cet album a été un succès commercial en se classant à la trentième place du Billboard 200 le 16 mai 1987.
Le single I'm No Angel s'est classé en 49e position du Billboard Hot 100 le 9 mai 1987 et a été repris par Cher, dont le mariage avec Gregg Allman avait été marqué par des rapports plus que conflictuels.
L'album contient aussi la chanson Evidence of Love avec la présence en duo au chant de l'acteur Don Johnson, à l'époque au sommet de sa popularité grâce à la série télévisée Miami Vice. Des problèmes contractuels ont empêché la publication de cette chanson au format single pourtant promise à un grand succès.
I'm No Angel est officiellement certifié disque d'or par la RIAA depuis le 30 novembre 1990.

## Histoire
Trois singles sont sortis de l'album, en 1987. La chanson titre, " I'm No Angel ", a culminé au numéro 49 sur le Billboard Hot 100, mais a atteint le numéro 1 sur le Billboard's Mainstream Rock Tracks. "Anything Goes" a atteint le numéro 3 sur Mainstream Rock Tracks, tandis que "Can't Keep Running" a atteint le numéro 25 sur la même liste. Sorti en 1987, l'album lui-même a culminé au numéro 30 du Billboard 200.

### Musiciens
- Gregg Allman : chant, orgue Hammond
- Dan Toler : guitares acoustique et électrique
- Bruce Waibel : basse, chœurs
- Tim Heding : claviers, chœurs
- Frankie Toler : batterie
- Chaz Trippy : percussions

### Musiciens invités
- Ed Callie : Saxophone ténor
- Eric White : Arrangements des cuivres
- Din johnson : chœurs sur Evidence of Love

### Production
Rodney Mills – Producteur, ingénieur
Leslie (Lee) Shapiro - Assistant ingénieur
Bud Snyder – Coordinateur à la Production 
Bob Ludwig – Mastering
Brian Hagiwara – Photographie
Holland MacDonald – Direction artistique
Linda Evans Phillips – Design artistique

## Titres
1. I'm No Angel  (Tony Colton, Phil Palmer) – 3:42
2. Anything Goes  (Gregg Allman) – 4:12
3. Evidence of Love (Steve Diamond, Chris Farron) – 4:34
4. Yours for the Asking  (Gregg Allman, Dan Toler) – 3:16
5. Things That Might Have Been (Gregg Allman, Dan Toler) – 4:26
6. Can't Keep Running  (Michael Bolton, Martin Briley) – 4:02
7. Faces Without Names  (Gregg Allman, Dan Toler) – 3:36
8. Lead Me On  (Gregg Allman, Dan Toler) – 4:44
9. Don't Want You No More  (Spencer Davis, Eddie Hardin) – 2:31
10. It's Not My Cross to Bear  (Gregg Allman) – 5:37